# Sternidius batesi
Sternidius batesi là một loài bọ cánh cứng trong họ Cerambycidae.